# Lista över fornlämningar i Enköpings kommun
Lista över fornlämningar i Enköpings kommun är en förteckning av ett urval av de fornlämningar som finns i Enköpings kommun.

## Altuna
Se Lista över fornlämningar i Enköpings kommun (Altuna)

## Biskopskulla
Se Lista över fornlämningar i Enköpings kommun (Biskopskulla)

## Boglösa
Se Lista över fornlämningar i Enköpings kommun (Boglösa)

## Bred
Se Lista över fornlämningar i Enköpings kommun (Bred)

## Enköping
Se Lista över fornlämningar i Enköpings kommun (Enköping)

## Enköpings-Näs
Se Lista över fornlämningar i Enköpings kommun (Enköpings-Näs)

## Fittja
Se Lista över fornlämningar i Enköpings kommun (Fittja)

## Fröslunda
Se Lista över fornlämningar i Enköpings kommun (Fröslunda)

## Frösthult
Se Lista över fornlämningar i Enköpings kommun (Frösthult)

## Giresta
Se Lista över fornlämningar i Enköpings kommun (Giresta)

## Gryta
Se Lista över fornlämningar i Enköpings kommun (Gryta)

## Hacksta
Se Lista över fornlämningar i Enköpings kommun (Hacksta)

## Hjälsta
Se Lista över fornlämningar i Enköpings kommun (Hjälsta)

## Holm
Se Lista över fornlämningar i Enköpings kommun (Holm)

## Husby-Sjutolft
Se Lista över fornlämningar i Enköpings kommun (Husby-Sjutolft)

## Härkeberga
Se Lista över fornlämningar i Enköpings kommun (Härkeberga)

## Härnevi
Se Lista över fornlämningar i Enköpings kommun (Härnevi)

## Kulla
Se Lista över fornlämningar i Enköpings kommun (Kulla)

## Kungs-Husby
Se Lista över fornlämningar i Enköpings kommun (Kungs-Husby)

## Lillkyrka
Se Lista över fornlämningar i Enköpings kommun (Lillkyrka)

## Litslena
Se Lista över fornlämningar i Enköpings kommun (Litslena)

## Långtora
Se Lista över fornlämningar i Enköpings kommun (Långtora)

## Löt
Se Lista över fornlämningar i Enköpings kommun (Löt)

## Nysätra
Se Lista över fornlämningar i Enköpings kommun (Nysätra)

## Simtuna
Se Lista över fornlämningar i Enköpings kommun (Simtuna)

## Sparrsätra
Se Lista över fornlämningar i Enköpings kommun (Sparrsätra)

## Svinnegarn
Se Lista över fornlämningar i Enköpings kommun (Svinnegarn)

## Teda
Se Lista över fornlämningar i Enköpings kommun (Teda)

## Tillinge
Se Lista över fornlämningar i Enköpings kommun (Tillinge)

## Torstuna
Se Lista över fornlämningar i Enköpings kommun (Torstuna)

## Torsvi
Se Lista över fornlämningar i Enköpings kommun (Torsvi)

## Vallby
Se Lista över fornlämningar i Enköpings kommun (Vallby)

## Veckholm
Se Lista över fornlämningar i Enköpings kommun (Veckholm)

## Villberga
Se Lista över fornlämningar i Enköpings kommun (Villberga)

## Vårfrukyrka
Se Lista över fornlämningar i Enköpings kommun (Vårfrukyrka)

## Österunda
Se Lista över fornlämningar i Enköpings kommun (Österunda)